# Пружатовац
Пружатовац је насеље у Градској општини Младеновац у Граду Београду. Према попису из 2022. било је 729 становника.

## Историја
Село Пружатовац се налази југозападно од варошице Младеновца.
Пружатовац је старије насеље. Некада село било у „Селишту“, ближе реци Пружатовца. На томе се месту још увек налазе трагови, који указују да је ту постојало насеље. У долини Јабланице, поред пута који везује Пружатовац и Међулужје, налази се место „Земунице“ где су се, по предању, Турака крили преци данашњих становника.
Прве писане помене о Пружатовцу имамо из првих десетина 18.века. Ово село постојало за време аустријске владавине (1718-1739.г) и на карти из тога доба забележено је под именом Pruschattovaz. У арачким списковима из првих десетина 19.века помиње се у Вићентијевој кнежини село Пружатовац, које је имало 1818.г. 14, а 1822.г. 16 кућа Године 1846. пружатовац је имао 31 кућу, и тада припадало космајском срезу. По попису из 1921.г. село је имало 169 кућа са 950 становника.
За најстарије породице у селу сматрају се: Адамовићи (Данас са разни презименима) и Максимовићи (Данас са разни презименима), чији су преци дошли са Косова и најпре становали у Селишту, где је до скора било дрвета шљива и другог воћа. Остале су породице млађи досељељеници; пада у очи да има приличан број и из суседних крајева. У току Балканског и светског рата Пружатовац је имао 101 погинулог и умрлог. 

Село има школу од 1872. године. Године 1911. подигнута нова школа. (подаци крајем 1921. године).

## Демографија
У насељу Пружатовац живи 656 пунолетних становника, а просечна старост становништва износи 40,9 година (39,6 код мушкараца и 42,3 код жена). У насељу има 251 домаћинство, а просечан број чланова по домаћинству је 3,32.
Ово насеље је у великим делом насељено Србима (према попису из 2002. године), а у последња три пописа, примећен је пад у броју становника.
|  |

| Демографија | Демографија | Демографија |
| Година      | Становника  | Становника  |
| ----------- | ----------- | ----------- |
| 1948.       | 1.116       |             |
| 1953.       | 1.171       |             |
| 1961.       | 1.150       |             |
| 1971.       | 1.007       |             |
| 1981.       | 958         |             |
| 1991.       | 922         | 880         |
| 2002.       | 835         | 950         |

| Етнички састав према попису из 2002.‍ | Етнички састав према попису из 2002.‍ | Етнички састав према попису из 2002.‍ | Етнички састав према попису из 2002.‍ | Етнички састав према попису из 2002.‍ |
| ------------------------------------ | ------------------------------------ | ------------------------------------ | ------------------------------------ | ------------------------------------ |
|                                      |                                      |                                      |                                      |                                      |
| Срби                                 | Срби                                 |                                      | 830                                  | 99,40%                               |
| Хрвати                               | Хрвати                               |                                      | 1                                    | 0,11%                                |
| непознато                            | непознато                            |                                      | 4                                    | 0,47%                                |

| Година пописа     | 1948. | 1953. | 1961. | 1971. | 1981. | 1991. | 2002. |
| ----------------- | ----- | ----- | ----- | ----- | ----- | ----- | ----- |
| Број домаћинстава | 226   | 241   | 251   | 258   | 252   | 250   | 251   |

| Број чланова      | 1  | 2  | 3  | 4  | 5  | 6  | 7  | 8 | 9 | 10 и више | Просек |
| ----------------- | -- | -- | -- | -- | -- | -- | -- | - | - | --------- | ------ |
| Број домаћинстава | 49 | 61 | 29 | 47 | 28 | 21 | 11 | 2 | 2 | 1         | 3,32   |

| Пол    | Укупно | Неожењен/Неудата | Ожењен/Удата | Удовац/Удовица | Разведен/Разведена | Непознато |
| ------ | ------ | ---------------- | ------------ | -------------- | ------------------ | --------- |
| Мушки  | 343    | 100              | 198          | 27             | 15                 | 3         |
| Женски | 347    | 62               | 193          | 80             | 11                 | 1         |
| УКУПНО | 690    | 162              | 391          | 107            | 26                 | 4         |

| Пол    | Укупно                    | Пољопривреда, лов и шумарство | Рибарство                            | Вађење руде и камена | Прерађивачка индустрија       |
| ------ | ------------------------- | ----------------------------- | ------------------------------------ | -------------------- | ----------------------------- |
| Мушки  | 169                       | 40                            | 0                                    | 2                    | 82                            |
| Женски | 94                        | 32                            | 0                                    | 0                    | 27                            |
| УКУПНО | 263                       | 72                            | 0                                    | 2                    | 109                           |
| Пол    | Производња и снабдевање   | Грађевинарство                | Трговина                             | Хотели и ресторани   | Саобраћај, складиштење и везе |
| Мушки  | 2                         | 6                             | 7                                    | 1                    | 7                             |
| Женски | 0                         | 0                             | 9                                    | 4                    | 3                             |
| УКУПНО | 2                         | 6                             | 16                                   | 5                    | 10                            |
| Пол    | Финансијско посредовање   | Некретнине                    | Државна управа и одбрана             | Образовање           | Здравствени и социјални рад   |
| Мушки  | 0                         | 5                             | 4                                    | 0                    | 11                            |
| Женски | 0                         | 1                             | 1                                    | 1                    | 15                            |
| УКУПНО | 0                         | 6                             | 5                                    | 1                    | 26                            |
| Пол    | Остале услужне активности | Приватна домаћинства          | Екстериторијалне организације и тела | Непознато            | Непознато                     |
| Мушки  | 2                         | 0                             | 0                                    | 0                    | 0                             |
| Женски | 1                         | 0                             | 0                                    | 0                    | 0                             |
| УКУПНО | 3                         | 0                             | 0                                    | 0                    | 0                             |